# Jimmie F. Skaggs
Jimmie F. Skaggs (* 20. Dezember 1944 in Hot Springs, Arkansas; † 6. Juli 2004 in Highland Park, Kalifornien) war ein US-amerikanischer Schauspieler.

## Leben
Skaggs schloss 1963 die Elyria High School ab und studierte Schauspiel an der American Academy of Dramatic Arts in Manhattan, wo er 1970 sein Diplom erhielt. Ab 1981 sah man ihn auch auf dem Bildschirm und in Spielfilmen in über 70 Rollen. Mit 59 Jahren starb er an Lungenkrebs. Skaggs war mit Schauspielkollegin Virginia Morris verheiratet.

## Filmografie (Auswahl)
- 1987: Lethal Weapon
- 1988: Ghost Town
- 1989: Pink Cadillac
- 1989: Puppet Master (The Puppet Master)
- 1995: Die Piratenbraut (Cutthroat Island)
- 1996: Vatertag – Ein guter Tag zum Sterben (Underworld)
- 1996: Dead Man’s Walk – Der tödliche Weg nach Westen (TV-Miniserie)